# Бережанська ратуша
Бережа́нська ра́туша — ратуша в місті Бережани Тернопільської області. Пам'ятка архітектури національного значення. Розташована на центральному майдані міста — площі Ринок.

## З історії
Побудована 1811 року посередині площі, на місці давнішої ратуші, у стилі раннього класицизму. Колись на першому поверсі були розміщені різні крамниці, а на другому — гімназія.
Пам'ятка загалом відображає стилі провінційного містобудування періоду раннього класицизму.

## Архітектура

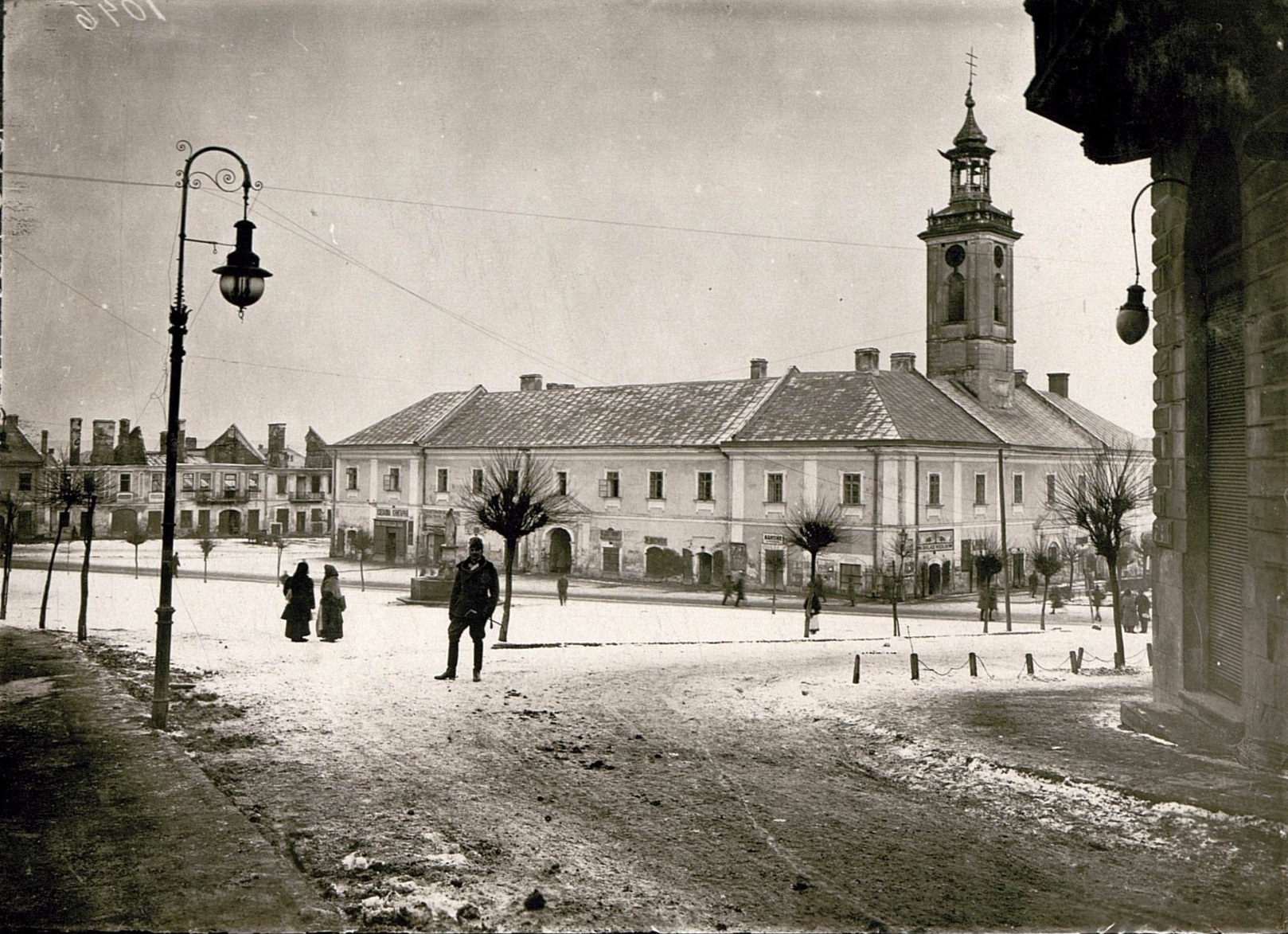
Бережанська ратуша, 1915 рік

Будівля цегляна, прямокутна в плані, з внутрішнім двориком, двоповерхова, з двоярусною баштою над центральною частиною південного фасаду. На башті вмонтовано механічний годинник з чотирма циферблатами. Завершує башту оригінальна сиґнатурка, яка надає всій споруді елегантного виду.
Приміщення першого поверху має анфіладне планування, перекрите хрестовими склепіннями; планування другого поверху змінене, перекриття плоскі.
Чотири входи будівлі розташовані по центральних осях чотирьох фасадів. Входи оформлені порталами у вигляді глухих двоколонних портиків з ліпними гербами в тимпанах.
Ратуша нині частково реставрується.
У 2021 році ратуша потрапила до переліку більше сотні пам’яток культури, які належало реставрувати за президентською програмою «Велике будівництво». Підрядники провели гідроізоляцію фундаментів, встановили колодязі, перекрили годинникову вежу із заміною пошкоджених дерев’яних елементів, заново перекрили частину даху.

## Музеї
У приміщеннях ратуші розміщено чотири музеї:
- Бережанський районний краєзнавчий музей
- Літературно-меморіальний музей Богдана Лепкого
- Музей переслідуваної Церкви
- Бережанський музей книги